# Moio de' Calvi
Moio de' Calvi est une commune de la province de Bergame, dans la région Lombardie, en Italie.

## Administration
| Période                                  | Période  | Identité              | Étiquette | Qualité |
| ---------------------------------------- | -------- | --------------------- | --------- | ------- |
| 14 juin 2004                             | En cours | Giambattista Gherardi |           |         |
| Les données manquantes sont à compléter. |          |                       |           |         |

### Hameaux
Costa, Curto, Foppo, Miralago.

### Communes limitrophes
Isola di Fondra, Lenna, Piazzatorre, Piazzolo, Roncobello, Valnegra, Piazza Brembana.